# Chamber Music Society
Chamber Music Society è il terzo album discografico in studio della cantante e bassista statunitense Esperanza Spalding, pubblicato nel 2010.

## Tracce
Tutte le tracce sono scritte e composte da Esperanza Spalding, tranne dove indicato.
1. Little Fly (testo: William Blake, musica: Esperanza Spalding) - 3:33
2. Knowledge of Good and Evil - 7:59
3. Really Very Small - 2:44
4. Chacarera (Leo Genovese) - 7:27
5. Wild Is the Wind (Dimitri Tiomkin, Ned Washington) - 5:37
6. Apple Blossom - 6:02
7. As a Sprout - 0:41
8. What a Friend - 4:54
9. Winter Sun - 6:48
10. Inútil Paisagem (testo: Aloysio De Oliveria, musica: Antônio Carlos Jobim) - 4:38
11. Short and Sweet - 5:52